# Guerra Chiquita
A Guerra Pequena (em castelhano:  Guerra Chiquita), (1879–1880) foi um dos três conflitos da Guerra de Independência Cubana. Aconteceu logo após a Guerra dos Dez Anos (1868–1878) e precedeu a luta final que acabaria emancipando Cuba do Império Espanhol, que viria definitivamente após a Guerra Hispano-Americana de 1898.
Liderada por Calixto García, a revolução começou em 26 de agosto de 1879. Desorganizados, muitos líderes do movimento foram presos logo no começo e a resistência acabou desmoronando sem muito esforço por parte dos espanhóis. Os rebeldes acabaram se rendendo em meados de setembro de 1880.